# Diógenes Alves
Diógenes Alves (Salvador, 27 de julho de 1917 — Rio de Janeiro, 17 de março de 1985) foi um ferroviário e político brasileiro.

## Biografia
Cursou o Secundário no Colégio Carneiro Ribeiro em Salvador.
Funcionário da Rede Ferroviária Federal (antiga Leste Brasileira). Fundador da Cooperativa dos Ferroviários em 1957 e diretor-presidente em Salvador e filiais em Cachoeira, São Félix, Alagoinhas, Aramari e Senhor do Bonfim.
Presidente da Associação dos Ferroviários da Bahia em 1958; construiu a sede da Associação, escolas no Lobato, Plataforma, Periperi e ambulatório médico em Alagoinhas, São Félix, Aramari, Iaçu.
Eleito deputado estadual pelo Partido Democrata Cristão (PDC), de 1963 a 1967 foi cassado pelo AI-5 em 1964.
Falecido aos 67 anos no Rio de Janeiro em 17 de março de 1985, devido a complicações cardíacas, deixou cinco filhos e um legado de conquistas para a classe dos ferroviários.

## Atividade Parlamentar
Na Assembléia Legislativa, titular das Comissões: Constituição e Justiça (1963), Educação e Cultura (1963), Transporte; suplente da Comissão de Finanças e Serviços Públicos (1963).